# (16077) Arayhamilton
(16077) Arayhamilton (1999 RK157) – planetoida z pasa głównego asteroid okrążająca Słońce w ciągu 3,78 lat w średniej odległości 2,43 j.a. Odkryta 9 września 1999 roku.